# عبدالله مشیلح
عبدالله مشیلح (عربی: عبدالله مشيلح المرزوق؛ زادهٔ ۱۹ ژوئیهٔ ۱۹۸۵) بازیکن فوتبال اهل کویت است.
از باشگاه‌هایی که در آن بازی کرده‌است می‌توان به باشگاه ورزشی النصر کویت، باشگاه ورزشی التضامن کویت، و باشگاه ورزشی النصر اشاره کرد.
وی همچنین در تیم ملی فوتبال کویت بازی کرده‌است.